# Baureihe 426
De Baureihe 426 ook wel Erdbeerkörbchen  of Babyquietschie genoemd is een tweedelig elektrisch treinstel met lagevloerdeel voor het regionaal personenvervoer van de Deutsche Bahn (DB).

## Geschiedenis
Het treinstel werd door het consortium van Siemens Transportation Systems, Bombardier en DWA ontworpen, ontwikkeld en gebouwd voor S-Bahn en regionaal personenvervoer. Hieruit werd de Baureihe 425 ontwikkeld, de vierdelige variant van het treinstel. Het treinstel van de Baureihe 423 werd ontwikkeld voor andere S-Bahn netten en de Baureihe 424 werd ontwikkeld voor de S-Bahn Hannover.

## Constructie en techniek
Het treinstel is opgebouwd uit een aluminium frame. Door de aanwezigheid van veel deuren en de lichte bouw kunnen in korte tijd veel passagiers worden vervoerd. Het treinstel is uitgerust met luchtvering. Er kunnen tot vier eenheden gekoppeld worden.

## Treindiensten

### DB Regio Baden-Württemberg
In Baden-Württemberg zijn deze treinen op het traject als RB ingezet.
- RB Singen (Hohentwiel) - Thayngen - Schaffhausen (CH)

### DB Regio Bayern
In Bayern zijn deze treinen op een aantal trajecten als RE / RB ingezet.
- RB Garmisch-Partenkirchen - Reutte in Tirol (426, soms ook 425)
- RB Traunstein - Ruhpolding (426)
- RB/RE München Hbf - Weilheim (Oberbayern) - Garmisch-Partenkirchen ( - Mittenwald) (soms ook 425+426)

### DB Regio Nordrhein-Westfalen
- RB 33 Aachen Hbf - Herzogenrath - Rheydt Hbf - Mönchengladbach Hbf - Duisburg Hbf (meestal gemixt met 425)

## Foto's

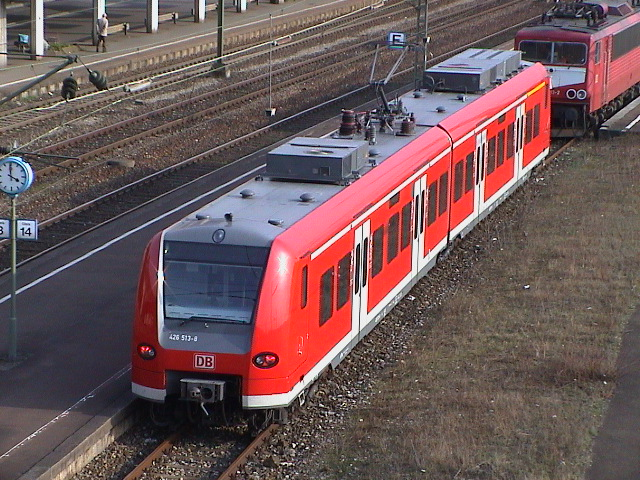
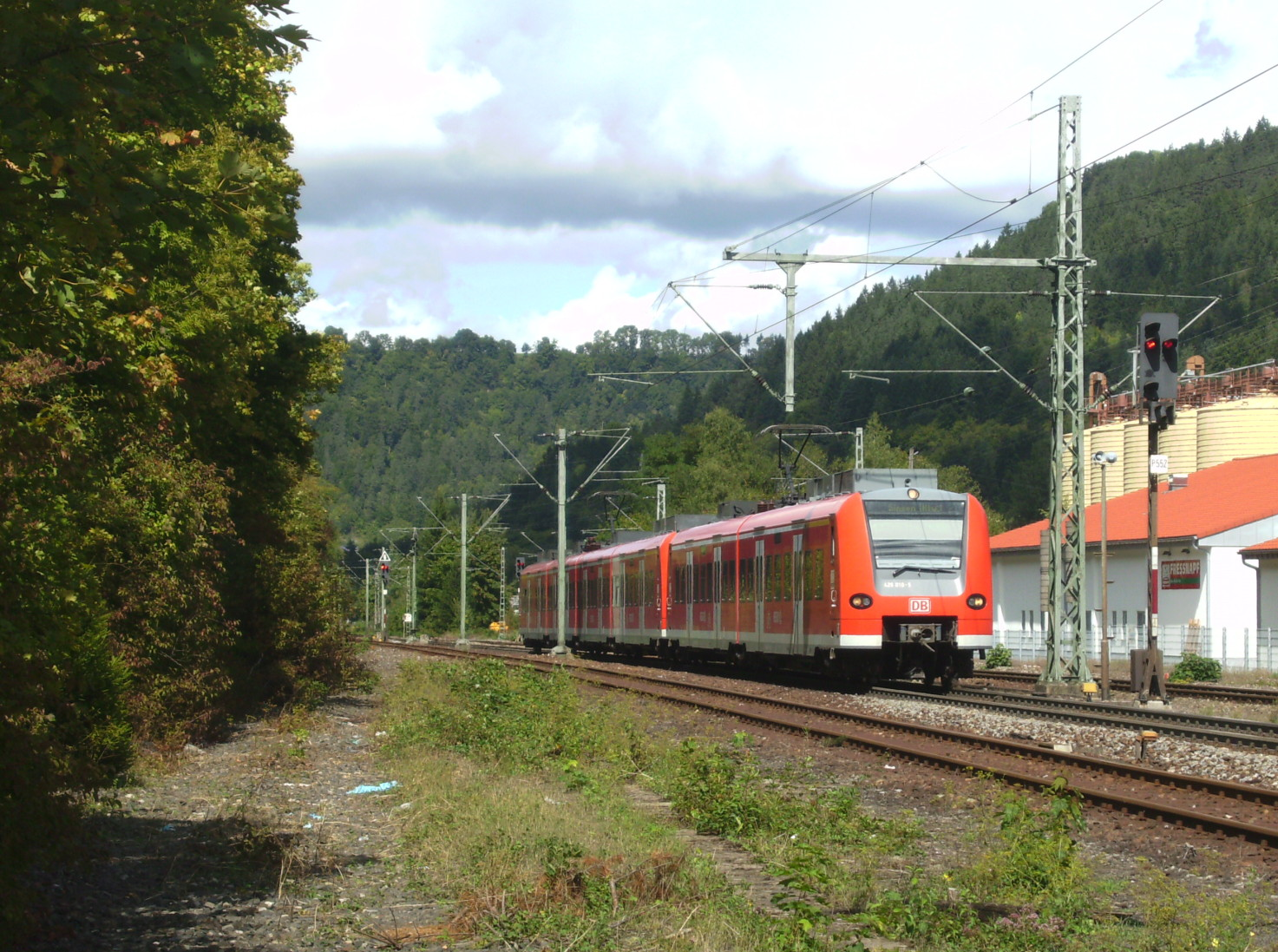
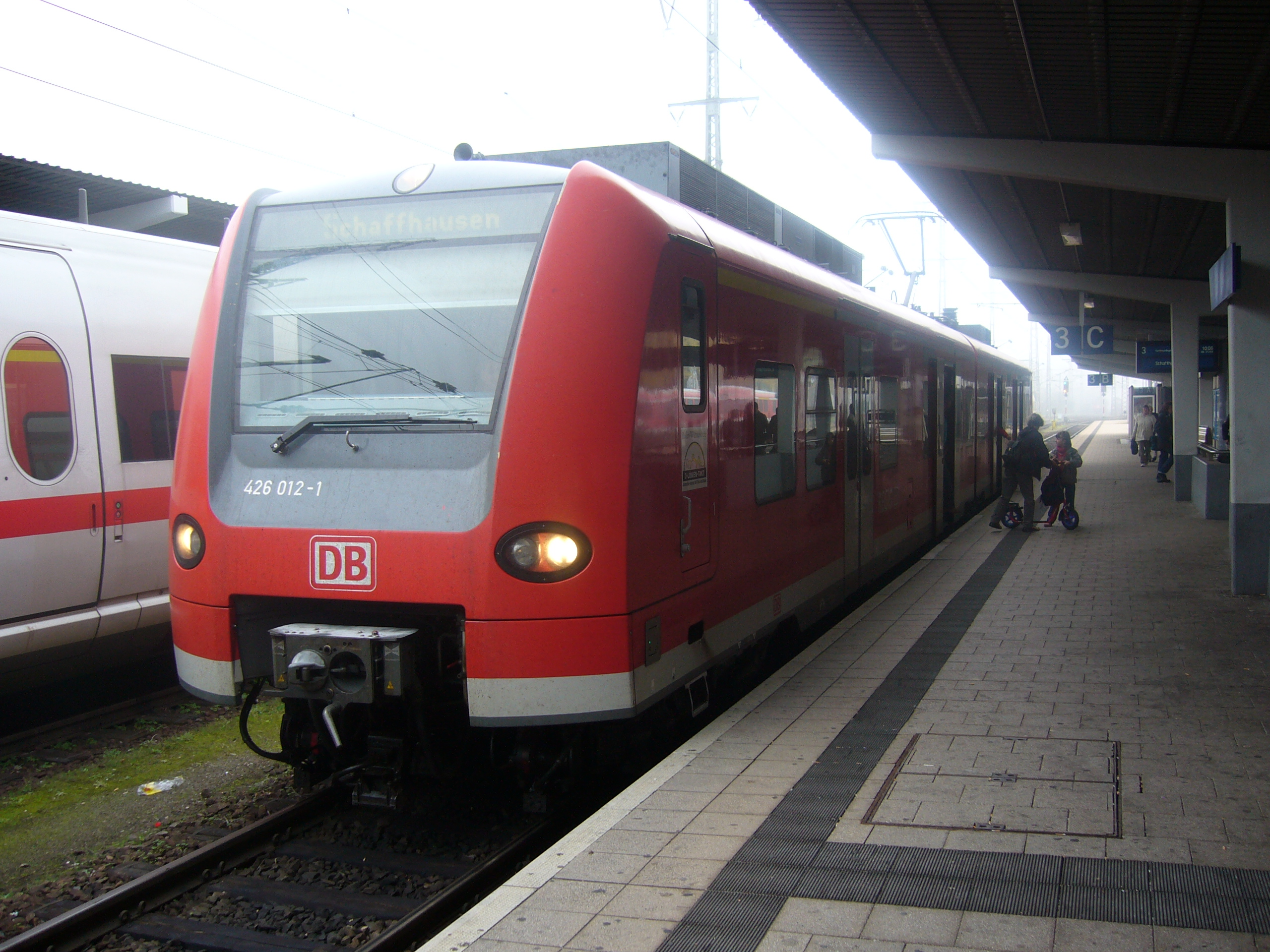
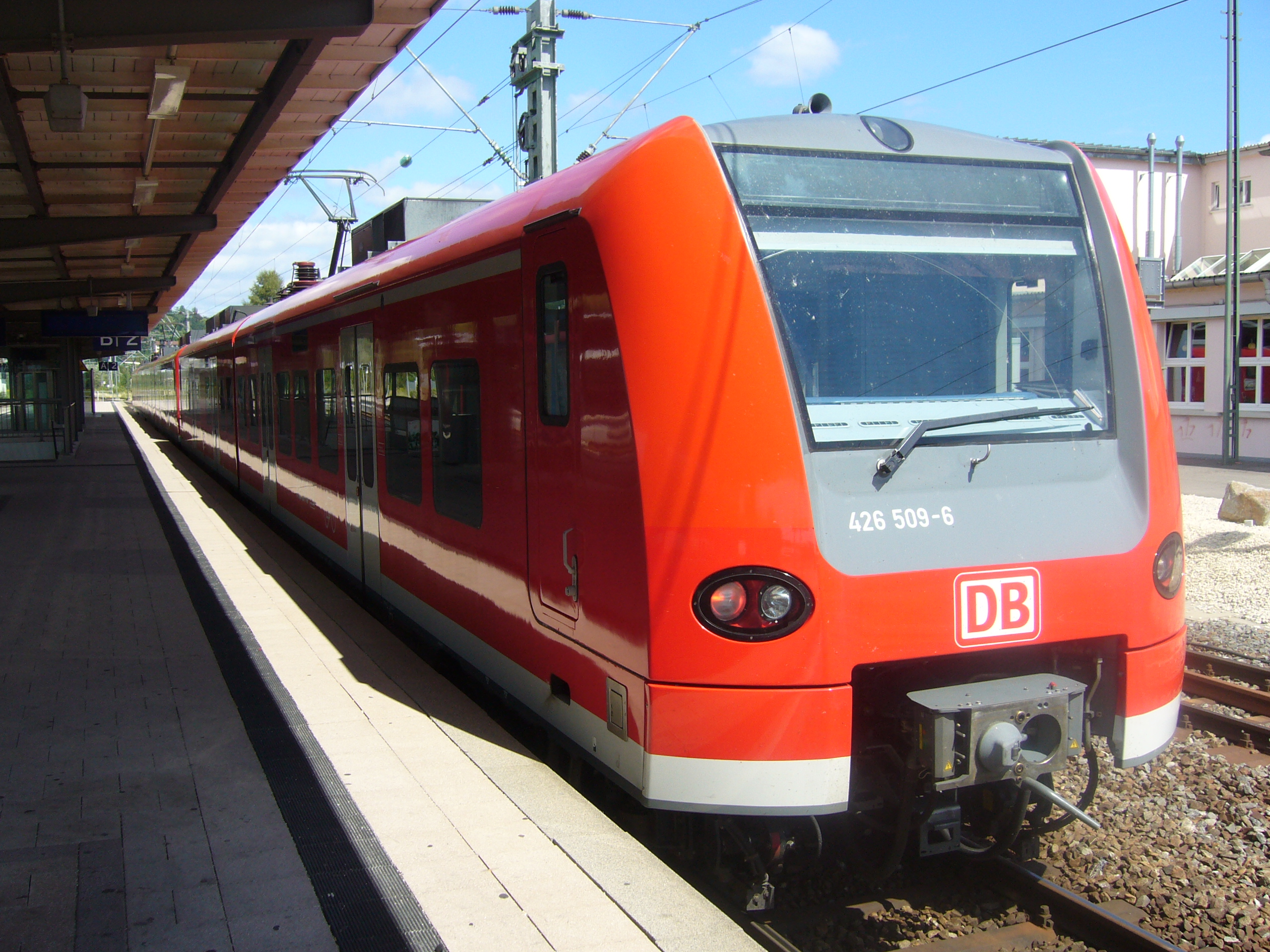

In dit overzicht staan eveneens treinen van de Deutsche Bundesbahn (DB) en van de Deutsche Reichsbahn (DR)